# Paramount Network
Paramount Network ist ein US-amerikanischer Kabelfernsehsender mit internationalen Ablegern, der zu Paramount Global gehört. Nach Eigenaussagen aus dem Jahr 2008 ist er in 96,1 Millionen Haushalten empfangbar. Im Zuge des weltweiten Starts des Streamingangebots Paramount+ wurden viele internationale Ableger eingestellt.

## Geschichte
Der Sender entstand im Juni 2003 als Spike TV infolge eines Rebrandings von The New TNN, dessen Gründung als The Nashville Network ins Jahr 1983 zurückgeht. Neben eigenen Programmen zeigt Spike Wiederholungen von Sendungen aus der Produktion anderer Stationen. Viele der Eigenproduktionen sind Reality-TV-Sendungen. Zudem zeigt Spike Wrestling, früher World Wrestling Entertainment, heute Total Nonstop Action Wrestling. Auch werden Events der Ultimate Fighting Championship live übertragen.
Zu den Sendungen, die nicht als Wiederholung auf Spike gesendet wurden, gehörten WWE Raw, TNA Impact Wrestling, Blue Mountain State, Deadliest Warrior, Pros vs. Joes, Scream Awards, Bellator MMA, Unsolved Mysteries, Blade – Die Jagd geht weiter, Afro Samurai, Stripperella, Gary the Rat, Ren & Stimpy „Adult Party Cartoon“.
Von 2003 bis 2013 richtete der Sender jährlich die Spike Video Game Awards aus, eine Preisverleihung für Computerspiele.
Mit Beginn des Jahres 2018 wurde aus Spike Paramount Network. Die erfolgreichste Serie des Kabelsenders nach dem Re-Branding ist Yellowstone.

## Internationale Ableger

### Australien
Am 1. Juli 2016 startete Spike in Australien. Der Sender wurde am 27. Februar 2022 eingestellt.

### Europa

#### Dänemark
Am 8. Januar 2019 übernahm Paramount Network die Frequenzen des dänischen Comedy Central-Ablegers. Der Sender wurde zum 31. Dezember 2021 eingestellt.

#### Finnland
Zum 1. Oktober 2019 startete Paramount Network mit der Übernahme der Frequenzen von MTV Finland. Der Sender wurde zum 31. Dezember 2021 eingestellt.

#### Italien
Unter dem Namen Paramount Channel startete der erste italienische Ableger am 23. Februar 2016, am 22. Oktober 2017 folgte Spike und ersetzte den Sender Fine Living. Am 16. März 2019 wurde der Sender in Paramount Network umbenannt. Sowohl Spike als Paramount Network Italia stellten in Hinblick auf den europäischen Start von Paramount+ den Sendebetrieb am 17. Januar 2022 ein.

#### Niederländischer Sprachraum
In den Niederlanden und in Flandern existierten ab dem 18. August 2015 ein Ableger von Spike, der sich zunächst die Frequenz mit Nickelodeon teilte. Seit 16. Dezember 2016 ist der Sender in den Niederlanden 24 Stunden auf Sendung, in Flandern wurde der Sender zum 6. Januar 2021 eingestellt. Die niederländische Version von Spike wurde am 24. Mai 2022 in Paramount Network umbenannt.

#### Schweden
In Schweden bestanden lokale Ableger von Paramount Channel und Paramount Network. Am 30. Juni 2017 wurde Paramount Channel eingestellt. Der schwedische Ableger von Comedy Central wurden am 15. Januar 2019 in Paramount Network umbenannt. Auch dieser Sender wurde eingestellt, zum 31. Dezember 2021.

#### Spanien
Als erster Paramount Channel-Ableger weltweit startete Paramount Channel España am 30. März 2012. Dabei übernahm man die Frequenzen von La 10, der am 22. März 2012 den Sendebetrieb einstellte. Der erste gezeigte Film war Der Pate. Weitere gezeigte Filme sind Titanic und Rango. Am 10. Juni 2018 wurde der Sender in Paramount Network umbenannt.

#### Polen
Als fünfter Ableger weltweit startete Paramount Channel Polska am 19. März 2015, womit er den Sender Viacom Blink! ersetzte. Neben einer SD-Version wird in Polen auch eine HD-Version verbreitet. Inzwischen wurde der polnische Ableger in Paramount Network umbenannt.

#### Ungarn
In Ungarn bestand ab dem 1. Dezember 2016 ein Sender namens RTL Spike, in Folge eines Joint-Ventures mit der RTL Group. Der Sender wurde am 12. Januar 2021 durch TeenNick ersetzt.
Als dritter Paramount Channel-Ableger weltweit startete Paramount Channel Magyarország am 14. Februar 2014. Neben den Filmen von Paramount Pictures zeigt man in Ungarn auch einzelne Filme anderer Studios, auch aus europäischen Studios. Am 17. Dezember 2020 wurde der Sender in Paramount Network umbenannt.

#### Vereinigtes Königreich
Am 4. Juli 2018 startete Paramount Network im Vereinigten Königreich. Parallel dazu betrieb Viacom seit der Übernahme von Channel 5 den Sender 5Spike (bis 15. April 2015 5USA, bis 30. Oktober 2017 Spike), der am 7. Januar 2020 eingestellt wurde. Die britische Version von Paramount Network wurde zugunsten von 5Action am 19. Januar 2022 eingestellt.

### Russland
Am 15. März 2017 startete neben der lokalen Version von Paramount Channel ein russischer Ableger von Spike, der am 1. Juni 2021 wiederum eingestellt wurde.

## Logos

Logo von Spike, 2006 bis März 2015
Logo von Spike seit 2015
Alternatives Paramount Network (in Schwarz)
Schriftzug von Paramount Network
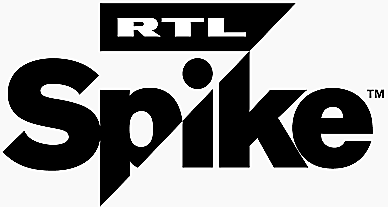
Logo von RTL Spike (Ungarn)